# Sobór Stu Rozdziałów

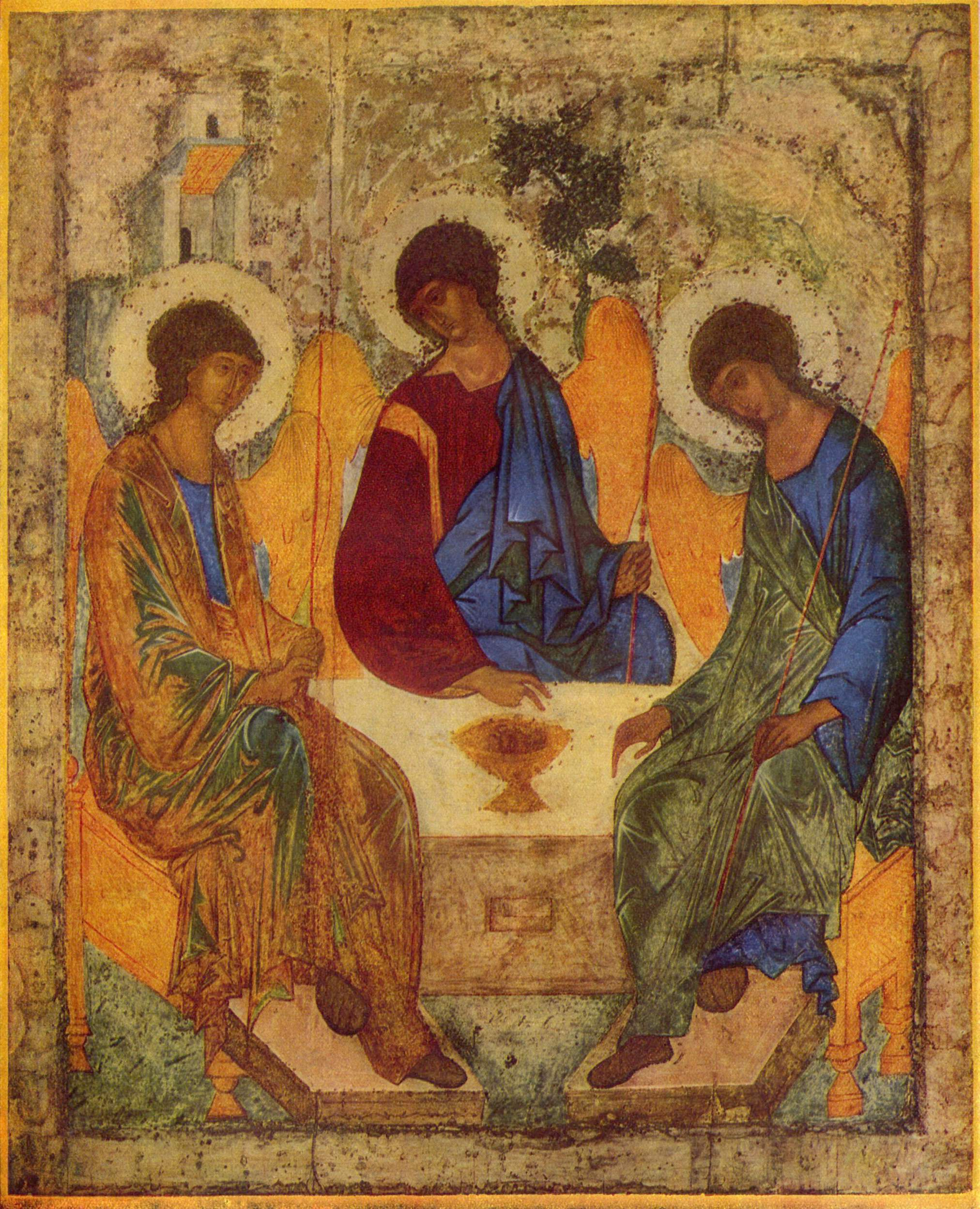
Trójca na ikonie Andrieja Rublowa

Sobór Stu Rozdziałów (Stogław, ros. Стоглавый Собор) – sobór zwołany w Moskwie w roku 1551 w celu uporządkowania zasad dotyczących tworzenia ikon z przedstawieniami religijnymi.
Uczestnicy soboru zalecili ikonografom naśladowanie kanonu Andrieja Rublowa, który przedstawił Trójcę, nie wyróżniając żadnego z aniołów nimbem w kształcie krzyża, ani napisami.
Sobór potępił wszelkie próby mające na celu odbieganie od tradycyjnych form tworzenia ikon, w tym próby naśladowania nowinek płynących z zachodniej Europy.
Ponadto ustalono, że „arcybiskupi i biskupi we wszystkich miastach, wioskach i monasterach swych diecezji winni czuwać nad malarzami ikon i kontrolować ich dzieła”, zaś twórcy zostali zobowiązani by „wyzbyli się fantazji i postępowali zgodnie z tradycją”.
Pomimo ustaleń soborowych i zaangażowania się w jego prace rosyjskiego cara Iwana Groźnego decyzje soboru w znaczący sposób nie wpłynęły na praktykę tworzenia ikon i przedstawienia świętych postaci, a wykorzystanie napisów i nimbów w kształcie krzyża na ikonie Trójcy nie wyszło z użycia.